# Faravahar

Representación del faravahar.

El faravahar o farohar (puede transcribirse de varias maneras) es uno de los símbolos más conocidos del zoroastrismo. Consiste en un disco alado, un elemento que posee una larga tradición en el arte y la cultura de Oriente Próximo y Medio. Históricamente, este símbolo está influenciado por el sol alado jeroglifo que aparece en los sellos reales de la Edad de Bronce (del luvita Sol Suus, simbolizando "poder real" en particular).
El término desciende del persa medio frawahr o frohar, mediante disimilación de frawash o frawaxsh del avéstico Fravashi, un espíritu protector similar a un ángel de la guarda del Cristianismo, y cuyo nombre quedó asociado inequívocamente con este símbolo, según las interpretaciones actuales; no obstante, se desconoce el concepto concreto que representaba en las mentes de quienes lo adaptaron desde los relieves mesopotámicos y egipcios anteriores.

Bajorrelieve de un faravahar en Persépolis.

Esta relación entre el nombre del símbolo y este grupo de entidades divinas refleja la creencia actual de que cada símbolo representaría un Fravashi concreto. Sin embargo, no existe una descripción física de ningún Fravashi en el Avesta, aunque en avéstico estas entidades son gramaticalmente femeninas.
Debido a que el símbolo aparece por vez primera en inscripciones reales, se cree que puede representar la "divina gloria real" (khvarenah), el Fravashi personal del rey o el mandato divino, que es el fundamento de la autoridad real. A partir del reinado de Darío I el símbolo incorporó una figura humana entre las alas, que se piensa que podría ser una representación del propio Darío, como puede apreciarse en la inscripción de Behistún.
En el actual zoroastrismo, el faravahar se interpreta como un recordatorio del propósito personal en la vida, que es vivir de forma que el alma progrese hacia el frasho-kereti, o la unión con Ahura Mazda. Aunque existen varias interpretaciones de los elementos individuales del símbolo, ninguna de ellas es anterior al siglo XX.